# نیدی استریمر اورلود
نیدی استریمر اورلود (به انگلیسی: Needy Streamer Overload) یک رمان تصویری خلق‌شده توسط توسعه‌دهندهٔ ژاپنی زیمونو می‌باشد که توسط دبلیواس‌اس پلی‌گراند برای مک‌اواس، مایکروسافت ویندوز و نینتندو سوئیچ منتشر شده‌است. بازیکن در نیدی استریمر اورلود نقش یک استریمر زن را بر عهده دارد و قادر است تصمیماتی بگیرد تا بتواند در عرض یک ماه به هدف خود یعنی رسیدن به یک میلیون فالوور برسد. بازی در ابتدا نیدی گرل اوردوز (به انگلیسی: Needy Girl Overdose) نام داشت که بعدها در نوامبر سال ۲۰۲۱ در حالی که برای انتشار نسخ غربی آماده می‌شد نامش تغییر کرد اما در ژاپن هنوز نام اصلی بازی نیدی گرل اوردوز می‌باشد.